# ویلیام جونیور سالس دی لیما سوزا
ویلیام جونیور سالس دی لیما سوزا (به پرتغالی: William Júnior Salles de Lima Souza) مهاجم، Winger اهل برزیل است که در شهر Rolândia، پارانا، برزیل و در تاریخ ۱۴ مهٔ ۱۹۸۳ به دنیا آمده‌است.
ویلیام جونیور سالس دی لیما سوزا در تیم‌های فوتبال سانتوس و گنگام سابقهٔ حضور دارد.